# Saison 1996 von Super 12
Die Saison 1996 war die erste Ausgabe von Super 12, einem Rugby-Union-Wettbewerb mit acht Franchise-Mannschaften aus Australien und Neuseeland sowie vier Provinzmannschaften aus Südafrika.
Die Saison begann am 1. März 1996 und endete mit dem Finale am 25. Mai 1996. Es wurden insgesamt 69 Spiele ausgetragen, wobei jede Mannschaft eine Round Robin gegen die 11 anderen Mannschaften austrug. Es folgten zwei Halbfinalspiele und schließlich das Finale. Meister wurden die Blues aus der neuseeländischen Stadt Auckland.
Aufgrund einer internen Regelung der South African Rugby Union (SARU) ersetzte die Provinzmannschaft Free State aus Südafrika die schlechtplatzierteste südafrikanische Provinzmannschaft nach der Saison. Dies war die Mannschaft Western Province.

## Ergebnisse

### Tabelle
|     | Team                  | Spiele | Siege | Unent. | Ndlg. | Spiel- punkte | Diff. | Bonus- punkte | Tabellen- punkte |
| --- | --------------------- | ------ | ----- | ------ | ----- | ------------- | ----- | ------------- | ---------------- |
| 01. | Queensland Reds       | 11     | 9     | 0      | 2     | 320:247       | + 73  | 5             | 41               |
| 02. | Auckland Blues        | 11     | 8     | 0      | 3     | 408:354       | + 54  | 9             | 41               |
| 03. | Northern Transvaal    | 11     | 8     | 0      | 3     | 329:208       | + 121 | 6             | 38               |
| 04. | Natal Sharks          | 11     | 6     | 0      | 5     | 389:277       | + 112 | 9             | 33               |
| 05. | ACT Brumbies          | 11     | 7     | 0      | 4     | 306:273       | + 33  | 4             | 32               |
| 06. | Waikato Chiefs        | 11     | 6     | 0      | 5     | 291:269       | + 22  | 4             | 28               |
| 07. | NSW Waratahs          | 11     | 5     | 0      | 6     | 312:290       | + 22  | 8             | 28               |
| 08. | Otago Highlanders     | 11     | 5     | 0      | 6     | 329:391       | − 62  | 6             | 26               |
| 09. | Wellington Hurricanes | 11     | 3     | 0      | 8     | 290:353       | − 63  | 5             | 17               |
| 10. | Transvaal             | 11     | 3     | 0      | 8     | 228:299       | − 71  | 4             | 16               |
| 11. | Western Province      | 11     | 3     | 1      | 7     | 251:353       | − 102 | 1             | 15               |
| 12. | Canterbury Crusaders  | 11     | 2     | 1      | 8     | 234:373       | − 139 | 2             | 13               |

Die Punkte werden wie folgt verteilt:
- 4 Punkte bei einem Sieg
- 2 Punkte bei einem Unentschieden
- 0 Punkte bei einer Niederlage (vor möglichen Bonuspunkten)
- 1 Bonuspunkt für vier oder mehr Versuche, unabhängig vom Endstand
- 1 Bonuspunkt bei einer Niederlage mit weniger als sieben Punkten Unterschied

### Halbfinale
| 18. Mai 1996 | Queensland Reds                                                                   | 25 : 43        | Natal Sharks                                                                                              | Ballymore Stadium, Brisbane Schiedsrichter: Paddy O’Brien (Neuseeland) |
| 18. Mai 1996 | Versuche: Foley, Horan, Strafversuch Erhöhungen: Eales (2) Straftritte: Eales (1) | (8:24) Bericht | Versuche: van der Westhuisen (3), Joubert (2), Thomson, van Heerden Erhöhungen: Joubert (2), Honiball (2) | Ballymore Stadium, Brisbane Schiedsrichter: Paddy O’Brien (Neuseeland) |

| 25. Mai 1996 | Auckland Blues                                                                                      | 48 : 11        | Northern Transvaal                            | Eden Park, Auckland Schiedsrichter: Wayne Erickson (Australien) |
| 25. Mai 1996 | Versuche: Lomu (2), Cashmore, Vidiri, Ngauamo, Tonu’u, Brooke, Fitzpatrick Erhöhungen: Cashmore (4) | (15:6) Bericht | Versuche: Breytenbach Straftritte: Kruger (2) | Eden Park, Auckland Schiedsrichter: Wayne Erickson (Australien) |

### Finale
| 19. Mai 1996 | Auckland Blues | 45 : 21         | Natal Sharks                                                                | Eden Park, Auckland Schiedsrichter: Wayne Erickson (Australien) |
| 19. Mai 1996 | Versuche: Blowers, Spencer, Riechelmann, Clarke, Ngauamo, Lomu Erhöhungen: Cashmore (3) Straftritte: Cashmore (3) | (20:16) Bericht | Versuche: Joubert, Small Erhöhungen: Honiball (1) Straftritte: Honiball (3) | Eden Park, Auckland Schiedsrichter: Wayne Erickson (Australien) |

| 15                 | Adrian Cashmore     |
| 14                 | Joeli Vidiri        |
| 13                 | Eroni Clarke        |
| 12                 | Johnny Ngauamo      |
| 11                 | Jonah Lomu          |
| 10                 | Carlos Spencer      |
| 09                 | Ofisa Tonu’u        |
| 08                 | Zinzan Brooke (c)   |
| 07                 | Andrew Blowers      |
| 06                 | Michael Jones       |
| 05                 | Charles Riechelmann |
| 04                 | Robin Brooke        |
| 03                 | Olo Brown           |
| 02                 | Sean Fitzpatrick    |
| 01                 | Craig Dowd          |
| Auswechselspieler: |                     |
| 16                 | Lee Stensness       |
| 17                 | Cameron Rackham     |
| 18                 | Michael Scott       |
| 19                 | Jason Chandler      |
| 20                 | Kevin Nepia         |
| 21                 | Andrew Roose        |

| 15                 | André Joubert             |
| 14                 | James Small               |
| 13                 | Jeremy Thomson            |
| 12                 | Dick Muir                 |
| 11                 | Cabous van der Westhuisen |
| 10                 | Henry Honiball            |
| 09                 | Kevin Putt                |
| 08                 | Gary Teichmann (c)        |
| 07                 | Wickus van Heerden        |
| 06                 | Wayne Fyvie               |
| 05                 | Mark Andrews              |
| 04                 | Steve Atherton            |
| 03                 | Adrian Garvey             |
| 02                 | John Allan                |
| 01                 | Ollie Le Roux             |
| Auswechselspieler: |                           |
| 16                 | Jozuzi Joubert            |
| 17                 | Roland de Marigny         |
| 18                 | Robert du Preez           |
| 19                 | Dieter Kriese             |
| 20                 | John Slade                |
| 21                 | Federico Méndez           |

## Statistik

### Meiste erzielte Versuche
|    | Spieler       | Team           | Versuche |
| -- | ------------- | -------------- | -------- |
| 1. | James Small   | Natal Sharks   | 14       |
| 2. | André Joubert | Natal Sharks   | 12       |
| 3. | Joeli Vidiri  | Auckland Blues | 10       |

### Meiste erzielte Punkte
|    | Spieler        | Team               | Punkte |
| -- | -------------- | ------------------ | ------ |
| 1. | Matt Burke     | NSW Waratahs       | 157    |
| 2. | John Eales     | Queensland Reds    | 155    |
| 3. | Jannie Kruger  | Northern Transvaal | 139    |
| 4. | Henry Honiball | Natal Sharks       | 138    |
| 5. | Joel Stransky  | Western Province   | 120    |